# 韋勒姆森特 (麻薩諸塞州)
韋勒姆森特（英語：Wareham Center）是位於美國麻薩諸塞州普利茅斯縣的一個普查規定居民點。

## 人口
根據2020年美國人口普查的數據，韋勒姆森特的面積為5.56平方千米，當中陸地面積為4.19平方千米，而水域面積為1.37平方千米。當地共有人口2972人，而人口密度為每平方千米534.53人。